# Die Hard Trilogy 2: Viva Las Vegas
Die Hard Trilogy 2: Viva Las Vegas è un videogioco, sequel di Die Hard Trilogy, basato sui primi tre capitoli della serie cinematografica Die Hard. È stato pubblicato il 29 febbraio 2000 per PlayStation e Microsoft Windows dalla Fox Interactive.
Come il suo predecessore, il gioco contiene tre differenti stili di gameplay, ma a differenza di Die Hard Trilogy, che era basato sulla trama dei film della serie Die Hard, Die Hard Trilogy 2 segue una storia originale.